# Lössau
Lössau is een dorp in de Duitse gemeente Schleiz in het Saale-Orla-Kreis in Thüringen. Het dorp wordt voor het eerst genoemd in 1335. Tot 1994 was Lössau een zelfstandige gemeente.